# Chiesa del Sacro Cuore di Gesù agonizzante
La chiesa del Sacro Cuore di Gesù agonizzante è un luogo di culto cattolico di Vitinia, frazione di Roma Capitale.

## Storia
Essa fu costruita nel XX secolo su progetto dell'architetto Ildo Avetta.
La chiesa è sede parrocchiale, istituita il 3 aprile 1955 dal cardinale vicario Clemente Micara con il decreto Neminem latet. Essa inoltre è sede del titolo cardinalizio di "Sacro Cuore di Gesù agonizzante a Vitinia", istituito da papa Paolo VI il 29 aprile 1969.

## Descrizione
La chiesa si caratterizza per l'audace ricorso al cemento armato lasciato a vista. Prevede due livelli indipendenti, un'aula superiore più slanciata e un'aula inferiore piuttosto bassa, raccordate dall'ingresso in facciata. Questa è concava, con un'alta parete in cemento armato, traforata con motivi stilizzati, che denuncia l'impianto strutturale parabolico. L'ingresso al livello superiore avviene attraverso una rampa circolare, che vuole richiamare iconograficamente la corona di spine e con essa alla dedicazione della chiesa.
All'interno la chiesa superiore ha volumi ben scanditi in sette campate dagli archi parabolici. La luce proviene da piccole aperture in vetrocemento sulle pareti a spicchio definite dagli archi. L'abside è privo di motivi decorativi, se si eccettua il gruppo scultoreo della Vergine orante cui fa da sfondo una parete lasciata grezza.
La chiesa inferiore è meno profonda rispetto alla facciata, giungendo fino alla quinta campata dell'edificio superiore, in modo che l'edificio nel suo insieme si adatta al pendio naturale del terreno. Il presbiterio è sovrastato da un singolare oculo ellittico che pone la chiesa in comunicazione con l'aula superiore.